# O Zawiszy Czarnym opowieść

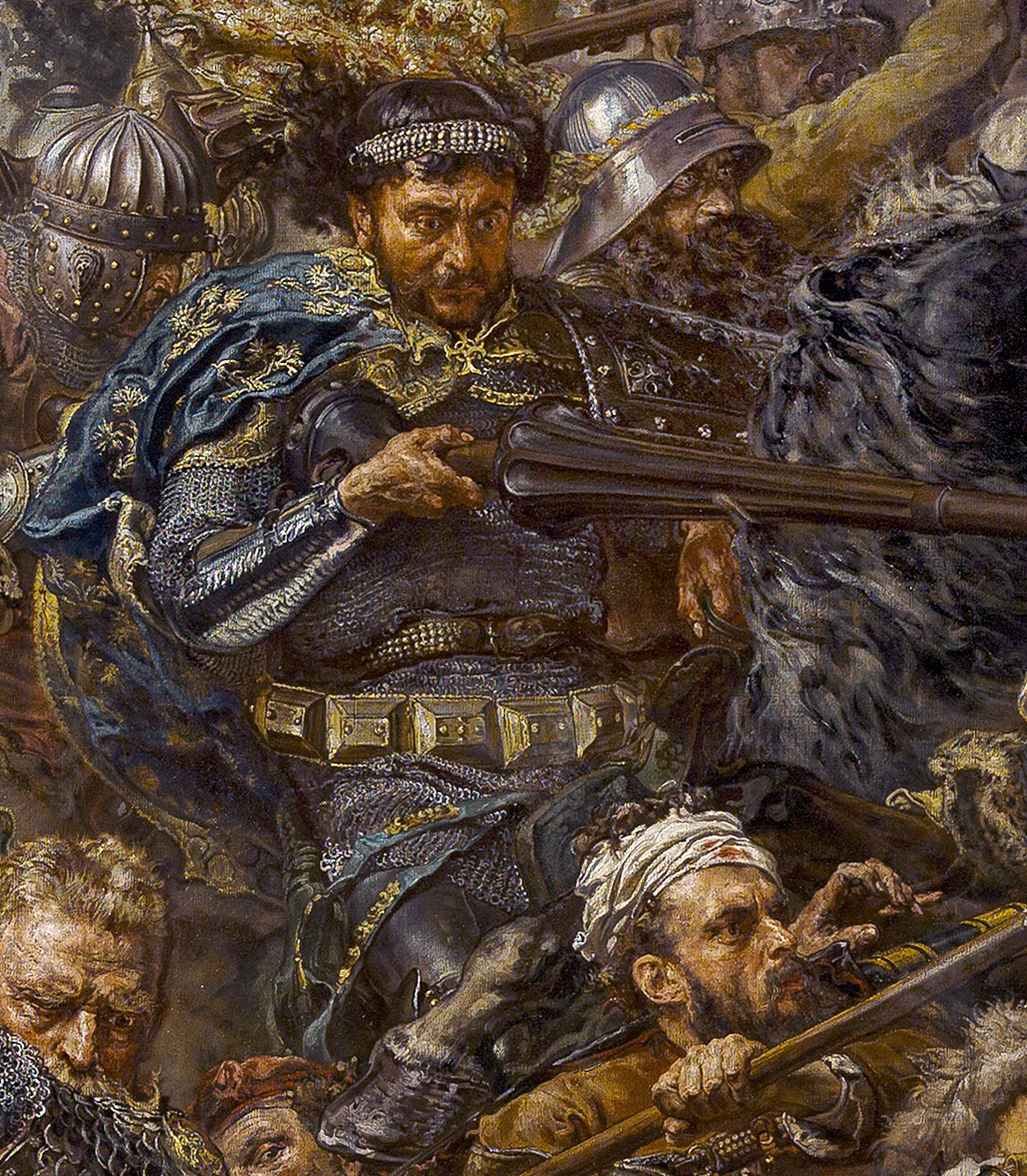
Zawisza Czarny na obrazie Jana Matejki Bitwa pod Grunwaldem

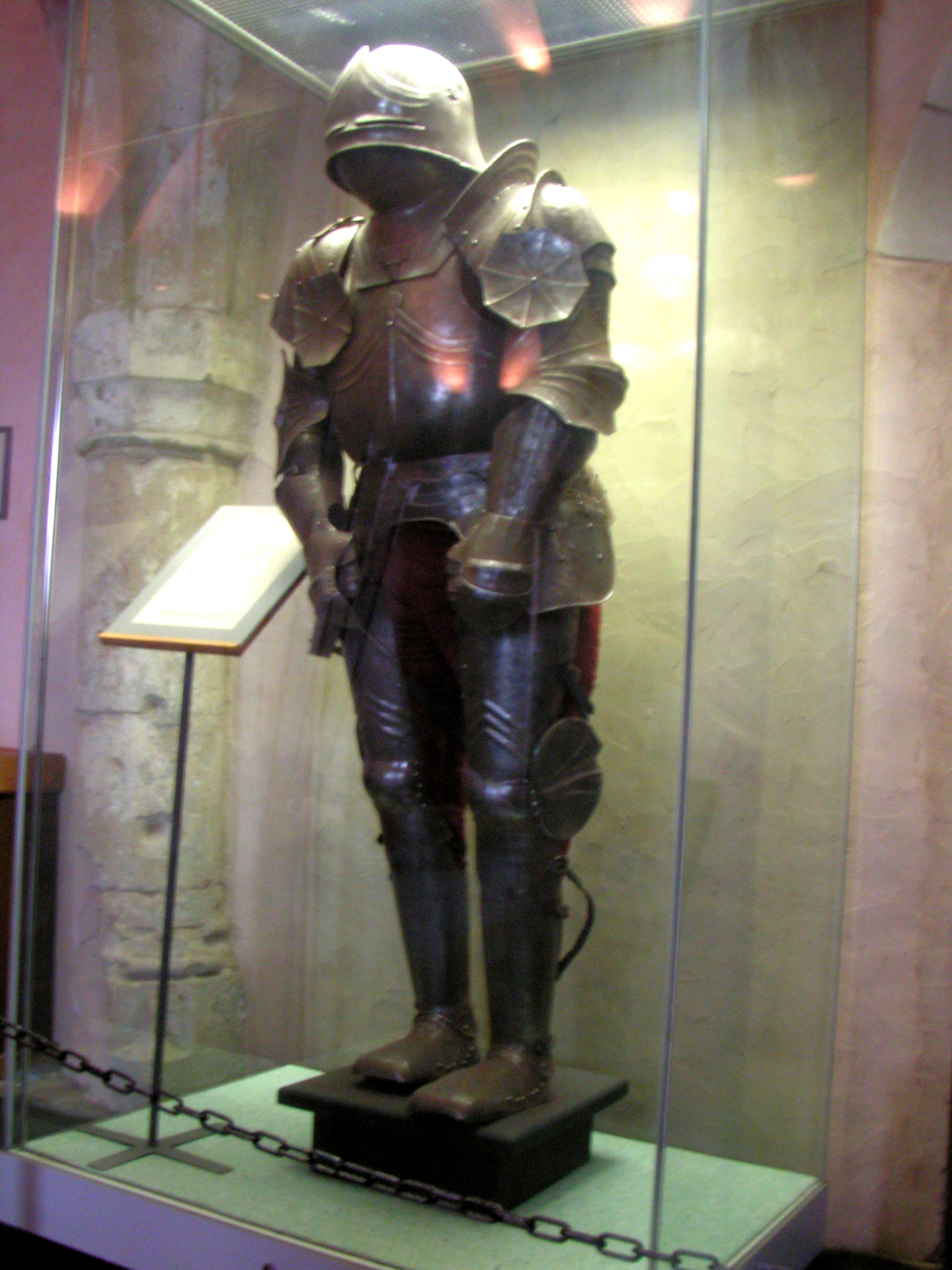
Zbroja rycerska z czasów Zawiszy Czarnego

O Zawiszy Czarnym opowieść – powieść Karola Bunscha z 1959 roku, opowiadająca o jednym z najsłynniejszych polskich rycerzy. Akcja powieści toczy się już po śmierci Zawiszy w 1428. Bohaterem jest kanonik Adam Świnka przygotowujący epitafium i przemowę na symboliczny pogrzeb Zawiszy. Częściowo przez zasianą przez biskupa krakowskiego Zbigniewa wątpliwość, kanonik spotyka się z ludźmi bliskimi poległego rycerza weryfikując urosłe do legendy opowieści o nim, od lat krążące po Europie. Zawisza jest przedstawiony jako wykształcony, nieugięty, z niezłomnymi zasadami rycerz gotowy ponieść każdą ofiarę w obronie wiary i ojczyzny. Powieść wieńczy pełna treść epitafium Adama Świnki Arma tua fulgent, sed non hic ossa quiescunt w oryginale wraz z tłumaczeniem.
Akcja powieści rozpoczyna się, gdy do księcia Witolda przybywa poseł króla Zygmunta. Przynosi wieść o śmierci wielkiego rycerza Zawiszy. Wieść szybko rozprzestrzenia się po Europie i dociera również do Krakowa. Biskup krakowski Zbigniew poleca kanonikowi Adamowi wnikliwe zbadanie legendy Sulimczyka. Kanonik spotyka się z wdową Barbarą, bratem Farurejem i koniuszym Szymonem, co przybliża mu historię Zawiszy od lat chłopięcych aż po ostatnią bitwę pod Gołąbcem.
Zastosowana narracja z wielu punktów widzenia przypomina narrację użytą między innymi przez Roberta Browninga w poemacie Pierścień i księga i Akirę Kurosawę w filmie Rashōmon.